# مزرعة خليل روشن (فراغة)
مزرعة خليل روشن (بالفارسية: مزرعه خلیل روشن و امیرخاموشی) هي منطقة سكنية تقع في إيران في يزد.